# RaiDen
RaiDen er en dansk vokal-gruppe.
Gruppen blev opdaget via talentshowet X-Factor, vist på DR1 vinteren 2008.

## Medlemmer
RaiDen består af
- Milo, 28 år, fra København S
- Mike Paudy, 17 år, fra København
- Michael Christensen, 22 år, fra København.

## Repertoire
Fremført i X-Factor:
- Westlife: "When You're Looking Like That"
- Aerosmith: "I don't wanna miss a thing"
- Bee Gees: "Tragedy"

Demoer:
- Goodbye for good
- Always somone else

where are you tonight

## X-Factor
I november 2007 besluttede de sig for at prøve at tage X-factors audition.
De meldte sig til kort før auditiondagen, så de havde kun få dage til at øve op til.
Men alligevel klarede de auditionen med et "ja" fra Lina Rafn og Remee.
De var heldige at få Lina som coach, som ikke var i tvivl om at de skulle videre til Liveshowene.
I programmet den 15. februar 2008 blev RaiDen blandt de to dårligst placerede. Dette resulterede i, at de måtte synge for deres overlevelse.
Modstanderen, den 27-årige entertainer Frederik Konradsen fra København, med sangen "My Girl" af "The Temptations" trak det korteste strå og blev sendt hjem.
I programmet den 22. februar 2008 endte RaiDen atter i en situation, hvor de måtte synge for deres overlevelse. Modstanderen denne gang var gruppen Vocaloca, som med ABBA-sangen "Gimme Gimme Gimme" måtte sende de ellers så populære drenge hjem.
I den næste sæson (2009) prøvede Michael så igen,men kom ikke engang videre fra audition.
| Dato | Tema                | Kunstner  | Nummer                          | Resultat                             |
| ---- | ------------------- | --------- | ------------------------------- | ------------------------------------ |
| 8/2  | Hits fra Tjeklisten | Westlife  | "When You're Looking Like That" | Videre til næste runde               |
| 15/2 | Filmhits            | Aerosmith | "I don't wanna miss a thing"    | duel med Frederik Konradsen : Videre |
| 22/2 | Disco               | Bee Gees  | "Tragedy"                       | Ude af X-Factor                      |